# 장학퀴즈
《장학퀴즈》(獎學 Quiz)는 1973년 2월 18일부터 1996년 10월 20일까지 MBC TV에서 방송되었으며, 1997년 1월 12일부터 2024년 7월 28일까지 51년간 EBS 1TV에서 방영된 퀴즈 프로그램이다. SK그룹이 스폰서를 맡고 있었다.

## 역사

### MBC 문화방송
- 1973년
  - 2월: MBC 장학퀴즈 첫방송
- 1977년
  - 6월: 프로그램 창설 5주년 기념(재일동포 대상 일본 현지 후지TV 제작방송)
- 1981년
  - 3월: 장학퀴즈 출연자 모임 '수람' 창립 (창립 초대회장 유형국).
- 1982년
  - 12월: MBC 장학퀴즈 500회 돌파(역대 기장원 출연)
- 1983년
  - 12월: 방송 10주년 특집방송
- 1989년
  - 4월: 800회 특집방송 (경복궁 근정전에서 시조백일장 특집으로 진행)
- 1993년
  - 2월: 20주년 특집방송(역대 기장원과 아나운서 출연)
- 1993년
  - 6월: MBC 장학퀴즈 1000회 특집방송(중국 흑룡강성 조선족 학생 및 교사 출연)
- 1996년
  - 10월: MBC 장학퀴즈 종영 (23년 8개월간 최장기간 동안 방영함)

### EBS 한국교육방송공사
- 1997년
  - 1월: EBS 장학퀴즈 첫방송
- 1998년
  - 12월: EBS 장학퀴즈 100회 특집방송
- 2000년
  - 1월: 중국 SK 장웬방(중국어 간체자: SK状元榜, 정체자: SK狀元榜, 병음: SK Zhuàngyuánbǎng SK 좡위안방[*], 한자음: SK 장원방) 첫방송
  - 12월: EBS 장학퀴즈 200회 특집방송(한중 고교생 퀴즈대결)
- 2001년
  - 7월: 제 1회 한중 SK 청소년 camp 시행
- 2002년
  - 1월: 제 2회 한중 SK 청소년 camp 시행
  - 10월: EBS 장학퀴즈 300회 특집방송
  - 12월: 제 3회 한중 SK 청소년 camp 시행
- 2003년
  - 2월: EBS 장학퀴즈 30주년 특집방송(전국 고교 퀴즈 대전)
  - 8월: 제 1회 SK와 함께하는 장학퀴즈 청소년 영화 캠프 시행
- 2004년
  - 1월: 제 4회 한중 SK 청소년 camp 시행
  - 9월: 장학퀴즈 400회 특집방송
- 2005년
  - 1월: 제 5회 한중 SK 청소년 camp 시행
- 2005년
  - 8월: 제 3회 SK와 함께하는 장학퀴즈 청소년 음악 캠프 시행
  - 11월: 제 5회 SK 장웬방 영어경시대회 개최(중국 베이징)
- 2006년
  - 3월: 37 대 37 형태의 학교 대항전 방송
- 2008년
  - 2월: 개인전 형식으로 개편
- 2012년
  - 4월: 주제별 진행 형식으로 포맷을 변경
- 2013년
  - 2월: 장학퀴즈 40주년 특집
  - 3월: 2인 1조 형식으로 개편
- 2014년
  - 5월: EBS 장학퀴즈 900회 특집방송
- 2016년
  - 4월 16일: 학교에서 촬영하는 형식으로 변경, 학기별 시즌제로 변경
  - 5월: EBS 장학퀴즈 1000회 특집방송
- 2017년
  - 4월: EBS 장학퀴즈 20주년 특집방송
- 2019년
  - 12월: EBS 장학퀴즈 1100회 특집방송
- 2023년
  - 2월 18일: 장학퀴즈 50주년 및 특집방송
- 2023년
  - 12월 3일: EBS 장학퀴즈 1200회 특집방송
- 2024년
  - 7월 28일: EBS 장학퀴즈 종영 (51년간 최장수 프로그램으로 종영)

## 역대 장학퀴즈 출연자들의 근황
장학퀴즈 출연 학생들의 근황
출연 학생들은 이후 다양한 분야에서 두각을 나타내고 있다.
대표적으로 배우 겸 연극연출가 송승환, 국회의원 김두관, 영화감독 고 이규형, 여성 언론인 한수진, 유형국(전 청와대 비서관, 수람 창립 초대회장), 강신욱(전 통계청장), 김용석(서울고법 부장판사), 가수 김동률 김광진, 야구선수 박찬혁 문현빈 등도 장학퀴즈 출신.
1981년 3월, 유형국(당시 서울대 81학번)의 모임 창립 주장과 노력에 호응하여, 서울대 연대 고대 신입생 20여명을 중심으로 대학 연합 써클 '수람'을 창립. 제1기 회장에 유형국과 총무에 전영록을 선출하고 활동을 시작한다.
그 후 '수람'은 다툼과 우여곡절도 많았지만, 자체 회보 등을 정기적으로 발행하며 현재까지 모임은 발전하고 지속되고 있다. 수람은 81학번이 1기이며, 그 이전 학번은 소위 '마이너스 기수'로 호칭된다. 동문회 성격의 모임 수람에 장학퀴즈 출연자들은 동문으로서 가입 자격이 자동적으로 주어지며, 실제 활동 여부는 각 개인의 선택.
일부 사회적으로 지탄을 받고 있는 유명인 출연자들도 더러 있지만 대체적으로 사회 각계각층의 인재로 활약하는 출연자들이 많은 것으로 알려졌다.

장학퀴즈 출신 유명인

송승환 : 배우, 방송인, 문화 CEO
김두관 : 국회의원
이규형 : 영화감독

김동률 : 가수
김광진 : 가수

강성곤 : KBS 아나운서
한수진 : 前 SBS 뉴스 앵커, 여성 언론인, 수람 8기
김희웅 : MBC 기자

송민교 : JTBC 아나운서

권보원 : 도전! 골든벨 제13대 주역 및 2000년 왕중왕
박장미 : 도전! 골든벨 제17대 주역
유은영 : 도전! 골든벨 제25대 주역

## 역대 방송시간

### MBC 문화방송
| 방송 채널 | 방송 기간                           | 방송 시간                                      | 비고 |
| --------- | ----------------------------------- | ---------------------------------------------- | ---- |
| MBC TV    | 1973년 2월 18일 ~ 1974년 9월 29일   | 매주 일요일 저녁 6:20 ~ 저녁 7:00 (40분)       |      |
| MBC TV    | 1974년 10월 6일 ~ 1974년 10월 13일  | 매주 일요일 저녁 6:20 ~ 저녁 6:50 (30분)       |      |
| MBC TV    | 1974년 10월 20일 ~ 1975년 4월 6일   | 매주 일요일 저녁 6:10 ~ 저녁 6:50 (40분)       |      |
| MBC TV    | 1975년 4월 13일 ~ 1976년 3월 21일   | 매주 일요일 오후 5:50 ~ 저녁 6:30 (40분)       |      |
| MBC TV    | 1976년 4월 5일 ~ 1976년 5월 24일    | 매주 월요일 저녁 7:25 ~ 8:00 (35분)            |      |
| MBC TV    | 1977년 4월 10일 ~ 1977년 10월 30일  | 매주 일요일 아침 9:05 ~ 아침 9:40 (35분)       |      |
| MBC TV    | 1977년 11월 6일 ~ 1977년 12월 18일  | 매주 일요일 아침 9:30 ~ 오전 10:05 (35분)      |      |
| MBC TV    | 1978년 1월 8일 ~ 1978년 3월 26일    | 매주 일요일 아침 9:30 ~ 오전 10:05 (35분)      |      |
| MBC TV    | 1978년 4월 9일 ~ 1979년 3월 25일    | 매주 일요일 아침 9:30 ~ 오전 10:05 (35분)      |      |
| MBC TV    | 1977년 12월 24일                    | 매주 일요일 아침 9:40 ~ 오전 10:20 (40분)      |      |
| MBC TV    | 1978년 4월 2일                      | 매주 일요일 아침 9:10 ~ 아침 9:45 (35분)       |      |
| MBC TV    | 1978년 4월 16일                     | 매주 일요일 아침 9:20 ~ 오전 10:00(40분)       |      |
| MBC TV    | 1979년 4월 1일                      | 매주 일요일 아침 9:20 ~ 오전 10:00(40분)       |      |
| MBC TV    | 1979년 4월 8일 ~ 1979년 10월 28일   | 매주 일요일 아침 9:40 ~ 오전 10:25 (45분)      |      |
| MBC TV    | 1980년 5월 18일 ~ 1980년 8월 31일   | 매주 일요일 아침 9:40 ~ 오전 10:25 (45분)      |      |
| MBC TV    | 1981년 2월 15일 ~ 1981년 5월 24일   | 매주 일요일 아침 9:40 ~ 오전 10:25 (45분)      |      |
| MBC TV    | 1979년 11월 4일                     | 매주 일요일 오전 10:30 ~ 오전 11:10 (40분)     |      |
| MBC TV    | 1979년 11월 11일 ~ 1980년 5월 11일  | 매주 일요일 아침 9:45 ~ 오전 10:30 (45분)      |      |
| MBC TV    | 1980년 9월 7일 ~ 1981년 2월 8일     | 매주 일요일 아침 9:35 ~ 오전 10:20(45분)       |      |
| MBC TV    | 1981년 5월 31일 ~ 1981년 7월 5일    | 매주 일요일 아침 9:40 ~ 오전 10:20 (40분)      |      |
| MBC TV    | 1981년 7월 12일 ~ 1981년 8월 2일    | 매주 일요일 아침 9:30 ~ 오전 10:15 (45분)      |      |
| MBC TV    | 1981년 8월 16일 ~ 1982년 2월 14일   | 매주 일요일 아침 9:30 ~ 오전 10:15 (45분)      |      |
| MBC TV    | 1981년 8월 9일                      | 매주 일요일 아침 9:50 ~ 오전 10:35 (45분)      |      |
| MBC TV    | 1982년 2월 21일 ~ 1982년 10월 10일  | 매주 일요일 아침 9:20 ~ 오전 10:05 (45분)      |      |
| MBC TV    | 1982년 10월 17일                    | 매주 일요일 아침 9:20 ~ 오전 10:00 (40분)      |      |
| MBC TV    | 1982년 10월 24일                    | 매주 일요일 아침 9:20 ~ 오전 10:10 (50분)      |      |
| MBC TV    | 1982년 10월 31일 ~ 1983년 8월 28일  | 매주 일요일 아침 9:30 ~ 오전 10:10 (40분)      |      |
| MBC TV    | 1983년 10월 2일                     | 매주 일요일 아침 9:30 ~ 오전 10:10 (40분)      |      |
| MBC TV    | 1983년 10월 16일 ~ 1984년 4월 8일   | 매주 일요일 아침 9:30 ~ 오전 10:10 (40분)      |      |
| MBC TV    | 1983년 9월 4일                      | 매주 일요일 아침 9:30 ~ 오전 10:30 (1시간)     |      |
| MBC TV    | 1983년 10월 9일                     | 매주 일요일 아침 9:10 ~ 아침 9:40 (30분)       |      |
| MBC TV    | 1984년 4월 15일 ~ 1984년 4월 22일   | 매주 일요일 낮 12:10 ~ 낮 12:50 (40분)         |      |
| MBC TV    | 1984년 5월 20일 ~ 1984년 7월 1일    | 매주 일요일 낮 12:10 ~ 낮 12:50 (40분)         |      |
| MBC TV    | 1984년 11월 4일 ~ 1984년 11월 25일  | 매주 일요일 낮 12:10 ~ 낮 12:50 (40분)         |      |
| MBC TV    | 1984년 4월 29일                     | 매주 일요일 낮 12:40 ~ 낮 1:20 (40분)          |      |
| MBC TV    | 1984년 5월 13일                     | 매주 일요일 낮 12:10 ~ 낮 12:40 (30분)         |      |
| MBC TV    | 1984년 10월 21일                    | 매주 일요일 낮 12:10 ~ 낮 12:40 (30분)         |      |
| MBC TV    | 1985년 3월 24일                     | 매주 일요일 낮 12:10 ~ 낮 12:40 (30분)         |      |
| MBC TV    | 1984년 7월 8일                      | 매주 일요일 낮 12:10 ~ 낮 1:40 (1시간 30분)    |      |
| MBC TV    | 1984년 8월 5일                      | 매주 일요일 낮 12:10 ~ 낮 1:00 (50분)          |      |
| MBC TV    | 1984년 8월 12일                     | 매주 일요일 오전 11:20 ~ 낮 12:00 (40분)       |      |
| MBC TV    | 1984년 8월 19일                     | 매주 일요일 낮 12:10 ~ 낮 1:20 (1시간 10분)    |      |
| MBC TV    | 1984년 8월 26일 ~ 1984년 9월 16일   | 매주 일요일 낮 12:10 ~ 낮 1:40 (1시간 30분)    |      |
| MBC TV    | 1984년 10월 7일                     | 매주 일요일 낮 12:10 ~ 낮 1:05 (55분)          |      |
| MBC TV    | 1984년 10월 14일                    | 매주 일요일 오후 2:30 ~ 오후 3:10 (40분)       |      |
| MBC TV    | 1984년 12월 9일                     | 매주 일요일 낮 1:40 ~ 오후 2:20 (40분)         |      |
| MBC TV    | 1984년 12월 16일                    | 매주 일요일 낮 12:10 ~ 낮 1:45 (1시간 35분)    |      |
| MBC TV    | 1984년 12월 23일                    | 매주 일요일 낮 12:50 ~ 낮 1:30 (40분)          |      |
| MBC TV    | 1985년 2월 3일                      | 매주 일요일 낮 1:20 ~ 오후 2:00 (40분)         |      |
| MBC TV    | 1985년 3월 10일                     | 매주 일요일 낮 1:20 ~ 오후 2:00 (40분)         |      |
| MBC TV    | 1985년 2월 10일 ~ 1985년 2월 17일   | 매주 일요일 낮 12:50 ~ 낮 1:30 (40분)          |      |
| MBC TV    | 1985년 2월 24일 ~ 1985년 3월 3일    | 매주 일요일 낮 1:00 ~ 낮 1:35 (35분)           |      |
| MBC TV    | 1985년 3월 17일                     | 매주 일요일 낮 11:10 ~ 낮 11:50 (40분)         |      |
| MBC TV    | 1985년 3월 31일                     | 매주 일요일 낮 1:10 ~ 오후 2:00 (50분)         |      |
| MBC TV    | 1985년 4월 7일 ~ 1985년 4월 14일    | 매주 일요일 낮 1:10 ~ 낮 1:50 (40분)           |      |
| MBC TV    | 1985년 5월 12일                     | 매주 일요일 낮 1:10 ~ 낮 1:50 (40분)           |      |
| MBC TV    | 1985년 4월 21일                     | 매주 일요일 낮 1:20 ~ 오후 2:00 (40분)         |      |
| MBC TV    | 1985년 4월 28일                     | 매주 일요일 낮 1:10 ~ 오후 2:10 (1시간)        |      |
| MBC TV    | 1985년 5월 19일                     | 매주 일요일 오전 11:55 ~ 낮 12:35 (40분)       |      |
| MBC TV    | 1985년 5월 26일 ~ 1985년 7월 28일   | 매주 일요일 낮 12:10 ~ 낮 12:50 (40분)         |      |
| MBC TV    | 1985년 8월 4일                      | 매주 일요일 오전 11:00 ~ 오전 11:50 (50분)     |      |
| MBC TV    | 1985년 8월 18일 ~ 1985년 9월 22일   | 매주 일요일 오전 11:00 ~ 오전 11:50 (50분)     |      |
| MBC TV    | 1985년 8월 11일                     | 매주 일요일 아침 9:30 ~ 오전 10:10 (40분)      |      |
| MBC TV    | 1985년 10월 6일 ~ 1985년 10월 13일  | 매주 일요일 오전 11:00 ~ 오전 11:40 (40분)     |      |
| MBC TV    | 1985년 10월 20일                    | 매주 일요일 오전 11:30 ~ 낮 12:10 (40분)       |      |
| MBC TV    | 1985년 10월 27일 ~ 1987년 4월 5일   | 매주 일요일 아침 8:00 ~ 아침 8:40 (40분)       |      |
| MBC TV    | 1991년 4월 28일 ~ 1991년 10월 6일   | 매주 일요일 아침 8:00 ~ 아침 8:40 (40분)       |      |
| MBC TV    | 1987년 4월 12일 ~ 1987년 4월 26일   | 매주 일요일 아침 7:20 ~ 아침 8:00 (40분)       |      |
| MBC TV    | 1987년 5월 10일 ~ 1988년 4월 24일   | 매주 일요일 아침 7:20 ~ 아침 8:00 (40분)       |      |
| MBC TV    | 1987년 5월 3일                      | 매주 일요일 아침 7:20 ~ 아침 8:20 (1시간)      |      |
| MBC TV    | 1988년 5월 1일                      | 매주 일요일 아침 7:20 ~ 아침 8:20 (1시간)      |      |
| MBC TV    | 1988년 5월 8일 ~ 1988년 5월 22일    | 매주 일요일 아침 7:10 ~ 아침 7:50 (40분)       |      |
| MBC TV    | 1988년 6월 5일 ~ 1990년 4월 15일    | 매주 일요일 아침 7:10 ~ 아침 7:50 (40분)       |      |
| MBC TV    | 1988년 4월 22일                     | 매주 일요일 아침 7:10 ~ 아침 8:30 (1시간 20분) |      |
| MBC TV    | 1990년 4월 29일                     | 매주 일요일 아침 7:10 ~ 아침 7:50 (40분)       |      |
| MBC TV    | 1990년 5월 6일 ~ 1990년 10월 14일   | 매주 일요일 아침 7:30 ~ 아침 8:10 (40분)       |      |
| MBC TV    | 1990년 10월 21일 ~ 1990년 10월 28일 | 매주 일요일 아침 8:10 ~ 아침 8:50 (40분)       |      |
| MBC TV    | 1990년 11월 11일 ~ 1991년 4월 21일  | 매주 일요일 아침 8:10 ~ 아침 8:50 (40분)       |      |
| MBC TV    | 1990년 11월 4일                     | 매주 일요일 아침 7:40 ~ 아침 8:20 (40분)       |      |
| MBC TV    | 1991년 10월 13일 ~ 1991년 10월 20일 | 매주 일요일 아침 7:45 ~ 아침 8:55 (1시간 10분) |      |
| MBC TV    | 1991년 10월 27일 ~ 1992년 4월 5일   | 매주 일요일 아침 7:45 ~ 아침 8:25 (40분)       |      |
| MBC TV    | 1992년 4월 12일 ~ 1992년 6월 7일    | 매주 일요일 아침 7:05 ~ 아침 8:15 (1시간 10분) |      |
| MBC TV    | 1992년 6월 14일 ~ 1992년 9월 27일   | 매주 일요일 아침 7:05 ~ 아침 7:45 (40분)       |      |
| MBC TV    | 1992년 11월 8일                     | 매주 일요일 아침 7:10 ~ 아침 7:55 (40분)       |      |
| MBC TV    | 1992년 11월 15일 ~ 1993년 2월 14일  | 매주 일요일 아침 7:55 ~ 아침 8:35 (40분)       |      |
| MBC TV    | 1993년 2월 21일 ~ 1993년 4월 11일   | 매주 일요일 아침 7:55 ~ 아침 9:05 (1시간 10분) |      |
| MBC TV    | 1993년 4월 18일 ~ 1993년 10월 17일  | 매주 일요일 아침 7:20 ~ 아침 8:00 (40분)       |      |
| MBC TV    | 1993년 10월 24일 ~ 1994년 4월 24일  | 매주 일요일 낮 1:10 ~ 오후 2:00 (50분)         |      |
| MBC TV    | 1994년 5월 15일 ~ 1994년 10월 16일  | 매주 일요일 낮 1:10 ~ 오후 2:00 (50분)         |      |
| MBC TV    | 1994년 5월 8일                      | 매주 일요일 낮 1:15 ~ 오후 2:05 (40분)         |      |
| MBC TV    | 1994년 10월 23일 ~ 1995년 4월 16일  | 매주 일요일 아침 8:30 ~ 아침 9:15 (45분)       |      |
| MBC TV    | 1995년 4월 30일 ~ 1995년 9월 3일    | 매주 일요일 아침 7:50 ~ 아침 8:35 (45분)       |      |
| MBC TV    | 1995년 9월 24일 ~ 1996년 3월 3일    | 매주 일요일 아침 7:50 ~ 아침 8:35 (45분)       |      |
| MBC TV    | 1995년 9월 17일                     | 매주 일요일 아침 7:50 ~ 아침 8:45 (55분)       |      |
| MBC TV    | 1996년 3월 10일 ~ 1996년 10월 13일  | 매주 일요일 아침 7:15 ~ 아침 8:00 (45분)       |      |
| MBC TV    | 1996년 10월 20일                    | 매주 일요일 아침 7:15 ~ 아침 8:10 (55분)       |      |

### EBS 한국교육방송공사
현재 방송시간은 EBS 1TV의 2022년 3월 6일을 기준으로 한다.
※ 일부 참가 학교의 당일에는 변경되거나, 특집편과 방송일의 다음주 요일과 이전 다음주 요일로 변경된다. (해당 참가학교 및 특집편) 

※ 특집 프로그램으로 편성될 경우에는 결방으로 편성 취소와 방송 시간이 다음주 요일과 이전 다음주 요일로 변경될 수 있다.
- 단, 2024년 7월 28일은 51년만에 종영했다.

| 방송 채널 | 방송 기간                          | 방송 시간                                         | 비고  |
| --------- | ---------------------------------- | ------------------------------------------------- | ----- |
| EBS 1TV   | 1997년 1월 12일 ~ 1998년 3월 1일   | 매주 일요일 낮 12시 ~ 오후 1시 (1시간)            | [ 2 ] |
| EBS 1TV   | 1999년 3월 7일 ~ 2000년 2월 27일   | 매주 일요일 낮 12시 ~ 오후 1시 (1시간)            |       |
| EBS 1TV   | 1998년 3월 8일 ~ 1998년 8월 30일   | 매주 일요일 오후 4시 30분 ~ 5시 30분 (1시간)      |       |
| EBS 1TV   | 1998년 9월 5일 ~ 1999년 2월 28일   | 매주 일요일 오후 4시 40분 ~ 5시 40분 (1시간)      |       |
| EBS 1TV   | 2000년 3월 5일 ~ 2000년 10월 1일   | 매주 일요일 오전 9시 10분 ~ 10시 10분 (1시간)     |       |
| EBS 1TV   | 2004년 9월 12일 ~ 2006년 2월 26일  | 매주 일요일 오전 9시 10분 ~ 10시 10분 (1시간)     |       |
| EBS 1TV   | 2000년 10월 8일 ~ 2001년 4월 1일   | 매주 일요일 오전 9시 ~ 10시 (1시간)               |       |
| EBS 1TV   | 2002년 3월 3일 ~ 2004년 2월 29일   | 매주 일요일 오전 9시 ~ 10시 (1시간)               |       |
| EBS 1TV   | 2001년 4월 2일 ~ 2001년 8월 20일   | 매주 월요일 오후 7시 30분 ~ 8시 30분 (1시간)      |       |
| EBS 1TV   | 2001년 8월 27일 ~ 2002년 2월 18일  | 매주 월요일 오후 7시 25분 ~ 8시 30분 (1시간 5분)  |       |
| EBS 1TV   | 2004년 3월 7일 ~ 2004년 8월 29일   | 매주 일요일 오전 9시 10분 ~ 10시(50분)            |       |
| EBS 1TV   | 2006년 3월 12일 ~ 2008년 2월 24일  | 매주 일요일 오후 5시 ~ 6시(1시간)                 |       |
| EBS 1TV   | 2008년 2월 28일 ~ 2008년 6월 5일   | 매주 목요일 오후 7시 55분 ~ 8시 45분(50분)        |       |
| EBS 1TV   | 2008년 6월 12일 ~ 2009년 2월 19일  | 매주 목요일 오후 7시 50분 ~ 8시 40분(50분)        |       |
| EBS 1TV   | 2009년 2월 28일 ~ 2011년 2월 26일  | 매주 토요일 오후 7시 40분 ~ 8시 30분(50분)        |       |
| EBS 1TV   | 2011년 3월 5일 ~ 2012년 2월 25일   | 매주 토요일 오후 6시 50분 ~ 7시 40분(50분)        |       |
| EBS 1TV   | 2012년 3월 3일 ~ 2013년 2월 23일   | 매주 토요일 오후 6시 ~ 6시 50분(50분)             |       |
| EBS 1TV   | 2013년 3월 2일 ~ 2013년 3월 16일   | 매주 토요일 오후 6시 25분 ~ 7시 15분(50분)        |       |
| EBS 1TV   | 2013년 3월 23일 ~ 2013년 8월 24일  | 매주 토요일 오후 6시 10분 ~ 7시(50분)             |       |
| EBS 1TV   | 2013년 8월 31일 ~ 2014년 2월 22일  | 매주 토요일 오후 4시 45분 ~ 5시 35분(50분)        |       |
| EBS 1TV   | 2014년 3월 1일 ~ 2015년 2월 28일   | 매주 토요일 오후 5시 35분 ~ 저녁 6시 35분 (1시간) |       |
| EBS 1TV   | 2015년 3월 7일 ~ 2015년 8월 29일   | 매주 토요일 오후 5시 50분 ~ 저녁 6시 40분 (50분)  |       |
| EBS 1TV   | 2015년 9월 5일 ~ 2016년 7월 9일    | 매주 토요일 오후 5시 45분 ~ 저녁 6시 35분 (50분)  |       |
| EBS 1TV   | 2016년 9월 24일 ~ 2016년 12월 17일 | 매주 토요일 오후 5시 35분 ~ 저녁 6시 25분 (50분)  |       |
| EBS 1TV   | 2017년 4월 1일 ~ 2017년 12월 23일  | 매주 토요일 오후 4시 50분 ~ 5시 40분(50분)        |       |
| EBS 1TV   | 2018년 4월 21일 ~ 2018년 7월 21일  | 매주 토요일 오후 4시 45분 ~ 5시 35분(50분)        |       |
| EBS 1TV   | 2018년 9월 2일 ~ 2019년 10월 27일  | 매주 일요일 오전 10시 30분 ~ 11시 20분(50분)      |       |
| EBS 1TV   | 2019년 11월 3일 ~ 2020년 11월 8일  | 매주 일요일 오전 10시 30분 ~ 11시 30분(1시간)     |       |
| EBS 1TV   | 2020년 11월 15일 ~ 2022년 2월 27일 | 매주 일요일 오전 11시 30분 ~ 낮 12시 30분(1시간)  |       |
| EBS 1TV   | 2022년 3월 6일 ~ 2023년 4월 2일    | 매주 일요일 낮 12시 20분 ~ 1시 20분(1시간)        |       |
| EBS 1TV   | 2023년 4월 9일 ~ 2024년 7월 28일   | 매주 일요일 오전 11시 35분 ~ 낮 12시 35분(1시간)  |       |

## 역대 MC

### MBC 문화방송 (1973년2월 18일~1996년10월 20일)
※ MBC 방송 체제 역대 MC에서 남자 진행자 중 이씨 성을 가진 사람은 없다.
| 1대                                                      | 차인태 | 이용자 | 1973년 2월 18일 ~ 1973년 4월 1일   |                                                     |
| 2대                                                      | 차인태 | 조명희 | 1973년 4월 8일 ~ 1973년 10월 5일   |                                                     |
| 3대                                                      | 차인태 | 문송희 | 날짜 미상                          |                                                     |
| 4대                                                      | 차인태 | 안종순 | 1973년 10월 12일 ~ 1974년 6월 9일  |                                                     |
| 5대                                                      | 차인태 | 장혜진 | 1974년 6월 16일~ 1975년 7월 26일   |                                                     |
| 6대                                                      | 차인태 | 오영제 | 1975년 8월 3일 ~ 1976년 4월 11일   |                                                     |
| 7대                                                      | 차인태 | 이인숙 | 1976년 4월 18일 ~ 1977년 10월 30일 |                                                     |
| 8대                                                      | 차인태 | 안주희 | 1977년 11월 6일 ~ 1980년 6월 1일   |                                                     |
| 9대                                                      | 차인태 | 조일수 | 1980년 6월 8일 ~ 1982년 3월 7일    |                                                     |
| 10대                                                     | 차인태 | 홍광은 | 1982년 3월 14일 ~ 1983년 3월 27일  |                                                     |
| 11대                                                     | 차인태 | 이현경 | 1983년 4월 3일 ~ 1984년 4월 8일    |                                                     |
| 12대                                                     | 차인태 | 김보경 | 1984년 4월 15일 ~ 1985년 4월 21일  |                                                     |
| 13대                                                     | 차인태 | 이선영 | 1985년 4월 28일 ~ 1988년 5월 8일   |                                                     |
| 14대                                                     | 차인태 | 이은주 | 1988년 5월 15일 ~ 1988년 12월 25일 |                                                     |
| 15대                                                     | 차인태 | 김수정 | 1989년 1월 8일 ~ 1990년 4월 22일   | 차인태 前 아나운서 17년간 최장수 남자 진행자로 등극 |
| 16대                                                     | 손석희 | 정혜정 | 1990년 4월 29일 ~ 1991년 4월 21일  | MBC 前 아나운서, JTBC 앵커, 前 보도부문 사장        |
| 17대                                                     | 손석희 | 이규리 | 1991년 4월 28일 ~ 1991년 10월 13일 | KBS 아나운서 이규원의 언니                          |
| 18대                                                     | 손석희 | 정보영 | 1991년 10월 20일 ~ 1992년 4월 5일  |                                                     |
| 19대                                                     | 강재형 | 황선숙 | 1992년 4월 12일 ~ 1993년 10월 17일 |                                                     |
| 세계로 가는 장학퀴즈 (1993년 10월 24일 ~ 1996년 3월 3일) |        |        |                                    |                                                     |
| 20대                                                     | 송승환 | 이종은 | 1993년 10월 24일 ~ 1994년 4월 10일 |                                                     |
| 21대                                                     | 오성식 | 이종은 | 1994년 4월 17일 ~ 1994년 10월 16일 |                                                     |
| 22대                                                     | 오성식 | 이매리 | 1994년 10월 23일 ~ 1995년 4월 16일 |                                                     |
| 23대                                                     | 오성식 | 황인정 | 1995년 4월 23일 ~ 1995년 10월 15일 |                                                     |
| 24대                                                     | 최재혁 | 김지은 | 1995년 10월 22일 ~ 1996년 3월 3일  |                                                     |
| 논술세대 장학퀴즈 (1996년 3월 10일 ~ 1996년 10월 20일)   |        |        |                                    |                                                     |
| 25대                                                     | 김완태 | 김지은 | 1996년 3월 10일 ~ 1996년 10월 20일 |                                                     |

### EBS 한국교육방송공사 (1997년1월 12일~2024년7월 28일)
※ EBS 방송 체제 역대 MC에서 남자 진행자 중 이씨 성을 가진 사람은 없다.
| 대수 | 진행자 | 진행자 | 진행 기간                          | 비고                                                             |
| 대수 | 남성   | 여성   | 진행 기간                          | 비고                                                             |
| ---- | ------ | ------ | ---------------------------------- | ---------------------------------------------------------------- |
| 1대  | 원종배 | 한홍비 | 1997년 1월 12일 ~ 1997년 6월 29일  |                                                                  |
| 2대  | 원종배 | 이아현 | 1997년 7월 6일 ~ 1997년 12월 28일  |                                                                  |
| 3대  | 원종배 | 염정아 | 1998년 1월 4일 ~ 1998년 6월 28일   |                                                                  |
| 4대  | 원종배 | 우희진 | 1998년 7월 5일 ~ 1999년 6월 27일   |                                                                  |
| 5대  | 원종배 | 박정숙 | 1999년 7월 4일 ~ 1999년 12월 29일  |                                                                  |
| 6대  | 원종배 | 송은이 | 2000년 1월 2일 ~ 2000년 12월 31일  |                                                                  |
| 7대  | 원종배 | 류시현 | 2001년 1월 1일 ~ 2003년 12월 28일  | 방송인 원종배 7년간 최장수 남자 진행자                           |
| 8대  | -      | 임성민 | 2004년 1월 4일 ~ 2004년 12월 27일  | 여성 MC 단독 진행, KBS 前 공채 20기 아나운서 출신                |
| 9대  | 김범수 | -      | 2005년 1월 2일 ~ 2005년 12월 25일  | 남성 MC 단독 진행                                                |
| 10대 | 김범수 | 송은이 | 2006년 1월 1일 ~ 2007년 6월 24일   | 5년 만의 여자 MC 재진행                                          |
| 11대 | 유정현 | 송은이 | 2007년 7월 1일 ~ 2008년 1월 6일    |                                                                  |
| 12대 | -      | 송은이 | 2008년 1월 13일 ~ 2008년 1월 20일  | 유정현 방송인의 정계진출로 하차, 송은이 2주간 단독 진행          |
| 13대 | 정재환 | 송은이 | 2008년 1월 27일 ~ 2008년 2월 24일  | 역대 최단기 MC                                                   |
| 14대 | 신영일 | -      | 2008년 7월 5일 ~ 2016년 2월 27일   | 역대 최장기 MC, KBS 24기 공채 前 아나운서 출신                   |
| 15대 | 김일중 | 이지애 | 2016년 4월 16일 ~ 2020년 10월 25일 | 《학교에 가다》 진행, 마지막 여자 MC의 KBS 32기 공채 前 아나운서 |
| 16대 | 장성규 | -      | 2020년 11월 15일 ~ 2024년 7월 28일 | JTBC 前 아나운서 출신                                            |

## 스태프

### 장학퀴즈-드림서클
2023년 3월 5일부터 2024년 7월 28일까지
- 협찬: SK주식회사
- 책임 프로듀서: 김동준
- 구성: 이윤정, 이효진, 조성애, 조원선, 정한나, 박선형
- 포맷: 김기륜
- 기술감독: 박종화
- 영상감독: 윤인로
- 서버: 강건
- 음향: 정영재, 김별, 김성준
- 조명: 이호준
- 외부영상: 베이직테크
- 영상운용: 프리즘
- 카메라: 임기재, 정호균, 임남수, 배정수, 홍석훈, 구태림, 고경현, 한인탁
- VJ: 김경섭, 장동민, 최중호
- 종합편집: 전영균
- 음악: 샤우트뮤직
- 효과·믹싱: 이승웅
- 타이틀: 서보창
- 영상그래픽: 장현준, 정지원
- 문자그래픽: 김지영, 차아름
- 무대디자인: 최원석
- 무대제작: 이희신, 조광일
- 무대설치: 아트원
- 전식: 이투엠
- 분장: 우주영
- 소품: 박시열, 정희영
- 홍보: 박태규
- 사업: 안지영
- 문제출제: 이충환, 김화영
- 제작보조: 문기주, 오명현, 유현지
- 편집: 김진영
- 조연출: 홍지민, 이채빈
- 연출: 이은정, 최재영
- 기획·제작: EBS

## 여는 곡
- 불명 ~ 1988년 2월 : 게오르크 프리드리히 헨델 〈왕궁의 불꽃놀이〉 (Music for the Royal Fireworks)
- 1988년 3월 ~ 1996년 10월 20일, 1997년 1월 12일 ~ 2024년 7월 28일 : 요제프 하이든 〈트럼펫 협주곡 3악장〉 (Trumpet Concerto in E flat major, lll. Allegro)[9]

## 같이 보기
- 도전! 골든벨 (KBS1,KBS2) (종영)